# Lijst van burgemeesters van Veldhoven en Meerveldhoven
Dit is een lijst van burgemeesters van de voormalige Nederlandse gemeente Veldhoven en Meerveldhoven in provincie Noord-Brabant totdat deze op 1 mei 1921 werd samengevoegd met de toenmalige gemeenten Oerle en Zeelst tot de gemeente Veldhoven.
| Ambtsperiode           | Naam burgemeester                | Leven                               | Bijzonderheden |
| ---------------------- | -------------------------------- | ----------------------------------- | --- |
| 10 juli 1810 - 1831    | Joannis Franciscus (J.F.) de Wit | 15 april 1766 - 19 augustus 1831    | Vader van Henricus de Wit en Johannes Cornelis de Wit.                                                                           |
| 1831 - 1851            | Henricus (H.) de Wit             | 8 februari 1799 - 13 november 1871  | Zoon van Joannis Franciscus de Wit en broer van Johannes Cornelis de Wit.                                                        |
| 1851 - 1863            | Johannes Cornelis (J.C.) de Wit  | 18 juli 1811 - 2 december 1863      | In dezelfde periode tevens burgemeester van Duizel en Steensel. Zoon van Joannis Franciscus de Wit en broer van Henricus de Wit. |
| 21 januari 1864 - 1891 | Gijsbertus (G.) Jaspers          | 20 september 1822 - 1 augustus 1891 | In een deel van dezelfde periode tevens burgemeester van Duizel en Steensel.                                                     |
| 1891 - 1909            | Johannes Cornelius van Nuenen    | 6 december 1844 - 23 maart 1909     | |
| 1909 - 1921            | Caspar van Vroonhoven            | 7 maart 1875 - 24 november 1938     | |